# یادآوری (فیلم ۲۰۱۷)
یادآوری (به انگلیسی: The Recall) یک فیلم ویدئویی محصول مشترک کانادا و آمریکا در ژانر علمی–تخیلی و فیلم ترسناک که در تاریخ ۳ ژوئن ۲۰۱۷ در ایالات متحده و کانادا منتشر شد.

## داستان
وقتی پنج دوست تعطیلات خود را در یک خانه‌ای در کنار دریاچه می‌گذرانند انتظار یک تعطیلات عالی و خوب را دارند غافل از اینکه سیاره زمین مورد تهاجم بیگانگان و ربودن انسان ها قرار گرفته است...